# Адгербаал (цар Арваду)
Адгербаал (Адербаал) (2-а пол. VI ст. до н. е.) — цар міста-держави Арвад. В давньогрецьких джерелах (Геродот) відомий як Агбал. Висловлюється також думка, що його могли звати Азібаал.

## Життєпис
Відомостей про нього обмаль. Напевне невідомо чи належав до династії Матанбаала. Посів трон десь наприкінці 540-х або напочатку 530-х років до н. е. Добровільно визнав владу перського царя Кира II. що 539 року до н. е. захопив Вавилон.
У 525 році до н. е. з флотом супроводжував Камбіза II у поході на Єгипет. В подальшому зберігав вірність царю Дарію I. Отримав від перських царів міста Сіміра і Амріт. В останньому розпочав зведення комплексу святилищ.
Помер близько 500 року до н. е. або напочатку 490-х років до н. е. Трон спадкував син Магарбаал.